# 基督救世主主教座堂 (莫斯科)

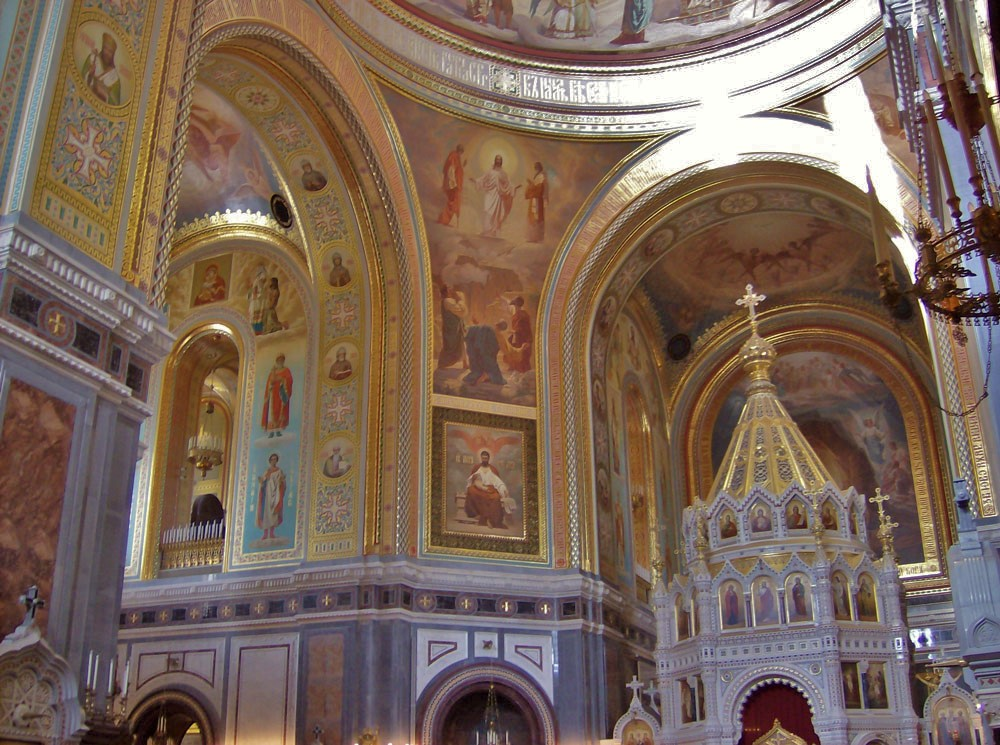
基督救世主主教座堂内景

基督救世主主教座堂（俄语：Храм Христа Спасителя）是位於俄羅斯首都莫斯科的東正教教堂，為莫斯科及全俄羅斯牧首的座堂，是世界上最高的东正教教堂，也是最大的东正教教堂之一。该教堂是拿破仑战争后，在1812年12月25日由沙皇亚历山大一世下令修建的，其目的是为了感谢救世主基督“将俄罗斯从失败中拯救出来，使她避免蒙羞”，并纪念在战争中牺牲的俄罗斯人民。1931年，教堂被时任苏共中央总书记斯大林下令炸毁以建立苏维埃宫，但工程由于地质原因和第二次世界大战被搁置。1953年斯大林去世后，其继任者赫鲁晓夫将该地改建为公共游泳池。1991年苏联解体后，教堂得以重建，并在2000年竣工。

## 设计
基督救世主主教座堂的设计方案几经修改。最初的设计完全参照罗马的万神殿，为圆形建筑，天穹有圆形天窗。此后的几个设计方案先后采用了威尼斯拜占廷风格和新古典主义风格，并糅合进大量共济会的象征性符号（亚历山大一世是共济会成员）。亚历山大一世去世后，他的弟弟尼古拉一世继位，尼古拉一世是一名虔诚的东正教徒，反对新古典主义和共济会的建筑形式。在他的命令下，设计师康斯坦丁·托恩参照君士坦丁堡的圣索菲亚大教堂，设计了一座新拜占廷风格的教堂。设计图纸于1832年通过，建筑地点也由原来的莫斯科城制高点——麻雀山改为克里姆林宫西南侧、莫斯科河畔。原址的一座女子修道院和一座教堂被迁往他处。

## 建造
基督救世主主教座堂的建造工作于1837年开始，主体结构至1860年基本完工。完成内部豪华的装饰和壁画又花费了约20年的时间。1883年5月26日，在沙皇亚历山大三世加冕的同一天，基督救世主主教座堂正式竣工。
基督救世主主教座堂此后成为俄罗斯乃至世界上最大的东正教教堂之一，并成为俄罗斯牧首的主教座堂。1912年，在教堂东门外举行了亚历山大三世铜像的落成仪式。

## 拆毁

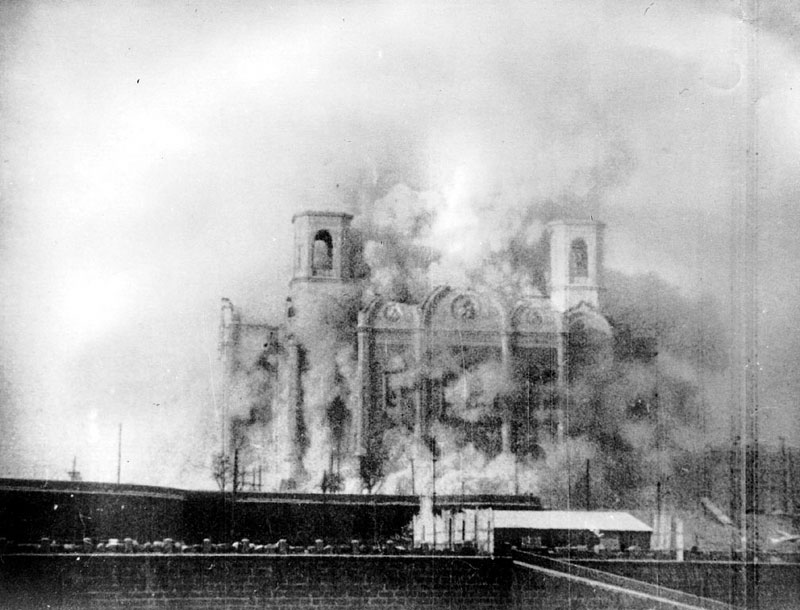
基督救世主主教座堂爆破

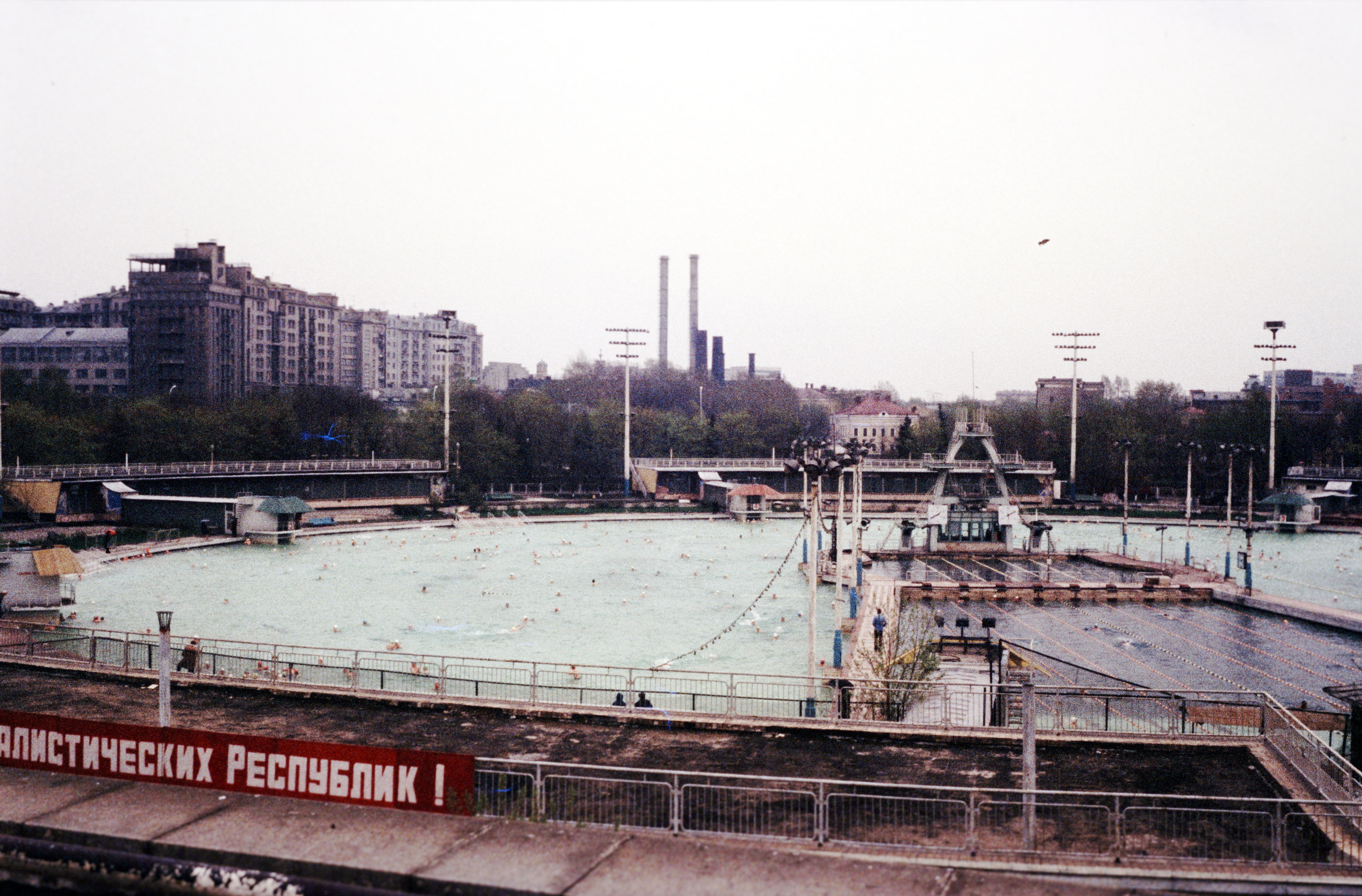
改建的露天游泳池（1980年摄）

十月革命后，俄罗斯正教会遭到迫害，教会财产被没收，教堂被查封。基督救世主主教座堂也停止了一切宗教活动，并被关闭。教堂周围成为莫斯科市民散步游玩的场所。1931年，联共中央决定修建庞大的苏维埃宫，其地址选在了基督救世主主教座堂的基址上，为此决定将基督救世主主教座堂拆毁。从1931年初开始，教堂的镀金圆顶、十字架、铜钟、上层柱廊和基座上的浮雕被陆续拆除，教堂的铜门、壁画、壁板、大理石雕塑、吊灯和残存东正教法物也被拆走。1931年12月5日，基督救世主主教座堂的残余建筑被炸毁，夷为平地。
由于缺乏资金、地基不牢、莫斯科河发生洪水以及战争爆发等原因，苏维埃宫最终未能建成。基督救世主主教座堂的废墟在此后20多年间一直保持荒芜状态，原地下室被水淹没。赫鲁晓夫当政时期，下令将其改为公众游泳池（莫斯科游泳池）。

## 重建
苏联解体前夕，俄国东正教会接到许多要求重建基督救世主主教座堂的请愿。1990年2月，在基督救世主主教座堂原址举行了重建奠基仪式。1991年苏联解体后，于1992年成立了重建基金，并在1994年接到大量捐助。同年，公众游泳池被拆除，1995年，座堂开始重建。1997年，新基督救世主主教座堂的下半部分（耶稣变容教堂）举行了祝圣仪式。整座教堂的重建工作于2000年8月19日竣工。

## 外部連結
- http://www.xxc.ru/ （页面存档备份，存于）
- http://moselka.ru/hall/khram-khrista-spasitelja.html （页面存档备份，存于）